# Hernán Cristante
Rolando Hernán Cristante Mandarino, mais conhecido como Hernán Cristante (La Plata, 16 de setembro de 1969) é um ex-futebolista argentino que atuava como goleiro.

## Carreira
Hernán Cristante integrou a Seleção Argentina de Futebol na Copa América de 1995.